# Big Order
Big Order (ビッグオーダー, Biggu Ōdā) é uma série de mangá escrita e ilustrada por Sakae Esuno. Os capítulos foram serializados na revista Shōnen Ace entre novembro de 2011 e agosto de 2016, com os capítulos compilados e publicados em volumes tankōbon pela editora Kadokawa Shoten. Um OVA foi lançado no dia 3 de outubro de 2015 pelo estúdio Asread. Uma adaptação do mangá em uma série de anime de 10 episódios foi ao ar no Japão entre abril e junho de 2016.

## Enredo
Os usuários de ordens têm a capacidade de conceder seus desejos com seus poderes especiais chamados Pedidos. Eiji Hoshimiya é responsável pela Grande Destruição que aconteceu exatamente dez anos atrás por causa de seu desejo, e é por isso que ele se recusa a usar seu poder. Quando a nova estudante de sua escola Rin Kurenai sequestra sua irmã, a vida de Eiji como um usuário de Ordem começa.

## Personagens
Hoshimiya Eiji (星宮 エイジ)
Eiji é o personagem principal desta série. Ele é responsável pela grande destruição há dez anos. Eiji é um aluno introvertido e, geralmente, é indiferente aos eventos que acontecem em torno dele e ignora todas as questões que não são relevantes para ele. Raramente fala com seus colegas de classe e, portanto, considera-se socialmente desajeitado. Eiji mantém traços de adolescentes, principalmente quando ele se apaixona por Rin Kurenai por sua beleza. No entanto, Eiji guarda o segredo de "ser responsável pela grande destruição", mas também é responsável pelas lesões de sua irmã, Sena, e decidiu não usar seus poderes.
Ele fez de sua irmã sua prioridade, e está pronto para morrer por sua segurança. Mesmo podendo controlar o mundo, ele se recusa a ferir alguém, especialmente se for Sena.
Kurenai Rin (紅 鈴)
Kurenai Rin é uma garota ousada e impulsiva, cujo objetivo é se vingar de Eiji, por ter matado seus pais. É uma Usuária de Order podendo se regenerar livremente chegando a ser imortal, ela trabalha para o governo de Dazaifu.
Abraham Louis Fran (アブラハムルイフラン)
Fran é um homem de estatura média que usa óculos escuros para proteger os seus olhos. Ele tem cabelo curto,da cor cinza escuro, penteado para trás da testa,ele é um lutador experiente, que obedientemente executa suas tarefas dadas como um tenente, é um usuário de Order que trabalha para o Grupo dos Dez, seu poder é o Calíbre Cronográfico, que tem a capacidade de parar o tempo.

### Outros
Daisy (デイジー)
Daisy é uma fada, que concede os desejos das pessoas, se tornando assim um Order. Ela parece ter um vasto conhecimento do futuro.
Hoshimiya Sena (星宮 瀬奈)
Hoshimiya Sena é a irmã mais nova de Eiji. Padece de uma doença (leucemia) e ela tem, no máximo, seis meses de vida, e isso faz com que Eiji se junte a Dazaifu para consegui uma cura para a doença de sua irmã.

## Mídias

### Mangá
Big Order é escrito e ilustrado por Sakae Esuno. Os capítulos foram serializados na revista Shōnen Ace entre novembro de 2011 e agosto de 2016. A editora Kadokawa Shoten compilou esses capítulos e os publicou em 10 volumes tankōbon entre 21 de dezembro de 2011 e 26 de setembro de 2016.

### Anime

#### Lista de episódios
| #  | Título                                                                                        | Exibição original   |
| -- | --------------------------------------------------------------------------------------------- | ------------------- |
| 01 | "Order! Despertem, Poderes do mal!" "(オーダー！ 目覚めろ、悪の力！ BIG destruction)"         | 16 de abril de 2016 |
| 02 | "Order! Corra, Não Hesite!" "(オーダー！走れ、迷うな！ BIG examination)"                      | 23 de abril de 2016 |
| 03 | "Order! Executar Estratégias!" "(オーダー！計略遂行！ BIG strategy)"                          | 30 de abril de 2016 |
| 04 | "Order! Em Meio ao Ressentimento! Grande Rancor." "(オーダー！ 怨嗟の中へ！ BIG grudge)"      | 7 de maio de 2016   |
| 05 | "Order! Não Esqueça o Seu Desejo! Grande Traição" "(オーダー！忘れるな、願い！ BIG betrayal)" | 14 de maio de 2016  |
| 06 | "Order! Mesclem, Almas!" "(オーダー! つなげ、魂! BIG connect)"                                | 21 de maio de 2016  |
| 07 | "Order! Proteja Suas Crenças!" "(オーダー! 守れ、信念! BIG belief)"                           | 28 de maio de 2016  |
| 08 | "Order! Corra Para o Campo de Batalha" "(オーダー! 急げ、戦地へ! BIG battle)"                 | 4 de junho de 2016  |
| 09 | "Order! Descubra a Verdade" "(オーダー! 暴け、真実! BIG revelation)"                          | 11 de junho de 2016 |
| 10 | "Order! Lute, acredite em si mesmo!" "(オーダー! 戦え、己を信じて! BIG distortion)"           | 18 de junho de 2016 |